# Gerard van Swieten
Gerard van Swieten   (Leiden, 7 de maig de 1700 - Viena, 18 de juny de 1772) va ser baró van Swieten des de 1753, un metge holandès i metge personal imperial de Maria Theresia i reformadora de la Facultat de Medicina de Viena durant la Il·lustració.

## Biografia
Gerard van Swieten provenia de l'antiga família holandesa van Swieten, la família ja estava registrada al segle XIII. Els seus pares eren Thomas van Swieten i la seva dona Elisabeth van Loo. Tots dos van morir aviat, tot i que se li van donar tutors, el van deixar a ell sol.

## La carrera de Van Swieten
Van Swieten va començar a estudiar inicialment a la Universitat Catòlica de Lovaina, però després es va traslladar a la universitat de la seva ciutat natal de Leiden el 1718, on va estudiar química, farmàcia i medicina i va ser estudiant de Herman Boerhaave. Es va doctorar l'any 1725 amb una tesi sobre l'estructura i la funció de les artèries (Dissertatio de arteriae fabrica et efficacia in corpore humano) i es va establir inicialment com a metge a Leiden. També va treballar com a professor particular i va representar a Boerhaave a la universitat en la seva absència. Com a catòlic, però, va ser impossible que van Swieten es convertís en el successor de Boerhaave a la Universitat protestant de Leiden després de la seva mort el 1738. A partir de 1742 es va publicar la seva obra Commentaria, que el va donar a conèixer molt més enllà de la universitat i la ciutat de Leiden. Quan Anna de Lorena, germana de la emperadriu austríaca Maria Teresa, va emmalaltir de febre infantil, van Swieten, que havia estat intercanviant cartes amb la emperadriu, va ser convocat. Encara que ja no va poder ajudar a la seva germana, la emperadriu va quedar molt impressionada. El 1745, van Swieten es va convertir en el successor de l'anterior metge personal de la emperadriu Maria Teresa, Jean Baptiste Bassand (1680–1742) a Viena. En aquest càrrec va incrementar una transformació del sistema sanitari austríac i de l'educació universitària mèdica. La seva iniciativa va comportar l'establiment d'un jardí botànic, un "Theatrum anatomicum", un laboratori químic i la introducció de l'ensenyament clínic. La suma de les seves activitats el va convertir en el fundador de la "Older Vienna Medical School". Leopold Auenbrugger va ser un dels seus estudiants. Juntament amb Anton de Haen, també metge personal de Maria Teresa. Gerard van Swieten és considerat el fundador de l'ensenyament clínic a l'Imperi dels Habsburg.

## Biblioteca judicial i comissió de censura
A més de les seves activitats mèdiques, Gerard van Swieten també va ser actiu com a reformador. Ja el 1745 va ser nomenat prefecte de la Biblioteca de la Cort de Viena. Als Països Baixos no només va conèixer i apreciar un sistema editorial contemporani, sinó també un modern sistema de biblioteques acadèmiques a Leiden. Va organitzar la compra de literatura científica més recent dels països d'Europa occidental per a la biblioteca de la cort a través de llibreters de París, Venècia i Leiden.

Com a president de la Comissió del Tribunal de Censura del Llibre, va reorganitzar el sistema de censura a les terres dels Habsburg. Així que va fer fora els jesuïtes, que abans havien dut a terme la censura, i la va centralitzar només parcialment amb èxit. També va intentar utilitzar aspectes racionals i científics per avaluar els llibres. Gerard van Swieten va intentar llegir ell mateix nombroses obres científiques, sobretot de les ciències naturals, però també les obres dels pensadors francesos de la Il·lustració. Va elaborar un codi per a la comissió de censura en el qual comentava els llibres que censurava d'amagat, amb els seus judicis que van des de
| « | "un llibre útil que vaig comprar per a la biblioteca" fins a "res dolent, però tampoc res útil" a "desvergonyits"., serà prohibit”. | » |

## El paper de Van Swieten en la lluita contra la superstició
El paper de Van Swieten en la lluita dels pensadors de la Il·lustració contra la "superstició" també és important, sobretot en el cas dels vampirs, dels quals es va denunciar repetidament des de pobles del sud-est d'Europa a partir de l'any 1720.
A la pau de Passarowitz després del final de la guerra turca el 1718, algunes regions -per exemple el nord de Sèrbia i part de Bòsnia- van caure en mans d'Àustria. Aquestes parts del país estaven poblades de refugiats. Van rebre l'estatus especial de grangers militars lliures d'impostos. A canvi, havien de garantir el desenvolupament agrícola i la seguretat fronterera. Els informes de vampirs van arribar primer als països de parla alemanya a través d'aquests colons.

Maria Teresa va enviar Gerard van Swieten a Moràvia el 1755 per aclarir la situació dels vampirs allà. Ell mateix va descriure el mite del vampir com una “barbàrie de la ignorància” que volia erradicar per tots els mitjans possibles. Va investigar a fons els suposats casos de vampirs i va escriure un informe sobri sobre el tema, publicat amb el títol de Tractat sobre l'existència dels fantasmes, en el qual va utilitzar causes naturals com a explicació de la creença en els vampirs. Va atribuir l'estat inusual dels cadàvers exhumats com a presumptes vampirs, alguns dels quals amb sang sortint de la boca, cossos grossets o de pell rosada, a causes naturals: processos de fermentació i manca d'aire, que impedien la descomposició. En el prefaci del seu informe de 1768 va escriure que 
| « | "tot el soroll no prové de res més que d'una por vana, d'una credulitat supersticiosa, d'una imaginació fosca i turbulenta, de la senzillesa i de la ignorància entre aquell poble". | » |

Altres metges van donar suport a la seva teoria o van identificar altres causes de l'augment de les morts als pobles, per exemple les epidèmies. Van Swieten va ser probablement un dels lluitadors més importants contra les supersticions de la gent "comuna". A partir del seu informe, Maria Teresa va emetre un decret que prohibia totes les mesures tradicionals de defensa contra els vampirs com ara l'estacament, la decapitació i la crema.
Van Swieten va ser un model per al personatge fictici de Bram Stoker del caçador de vampirs Van Helsing a la seva famosa novel·la Dràcula.

## Família
Es va casar amb Marie Lambertine Ter Beek von Coesfeld († 9 de març de 1784) el 1729 i va tenir diversos fills, entre ells:
- Gottfried (1734–1803), mecenes de Haydn, Mozart i Beethoven, enviat a Berlín
- Gilbert Heinrich ⚭ Charlotte Philippine T'Serclaes
- Marie Therese Francoise Josepha ⚭ Jacques Louis Joseph, Baron de Bonaert
- Elisabeth Jeanna ⚭ Joseph Hyacinth T'Serclaes

Van Swieten està enterrat a l'Augustinerkirche de Viena.

## Memòria

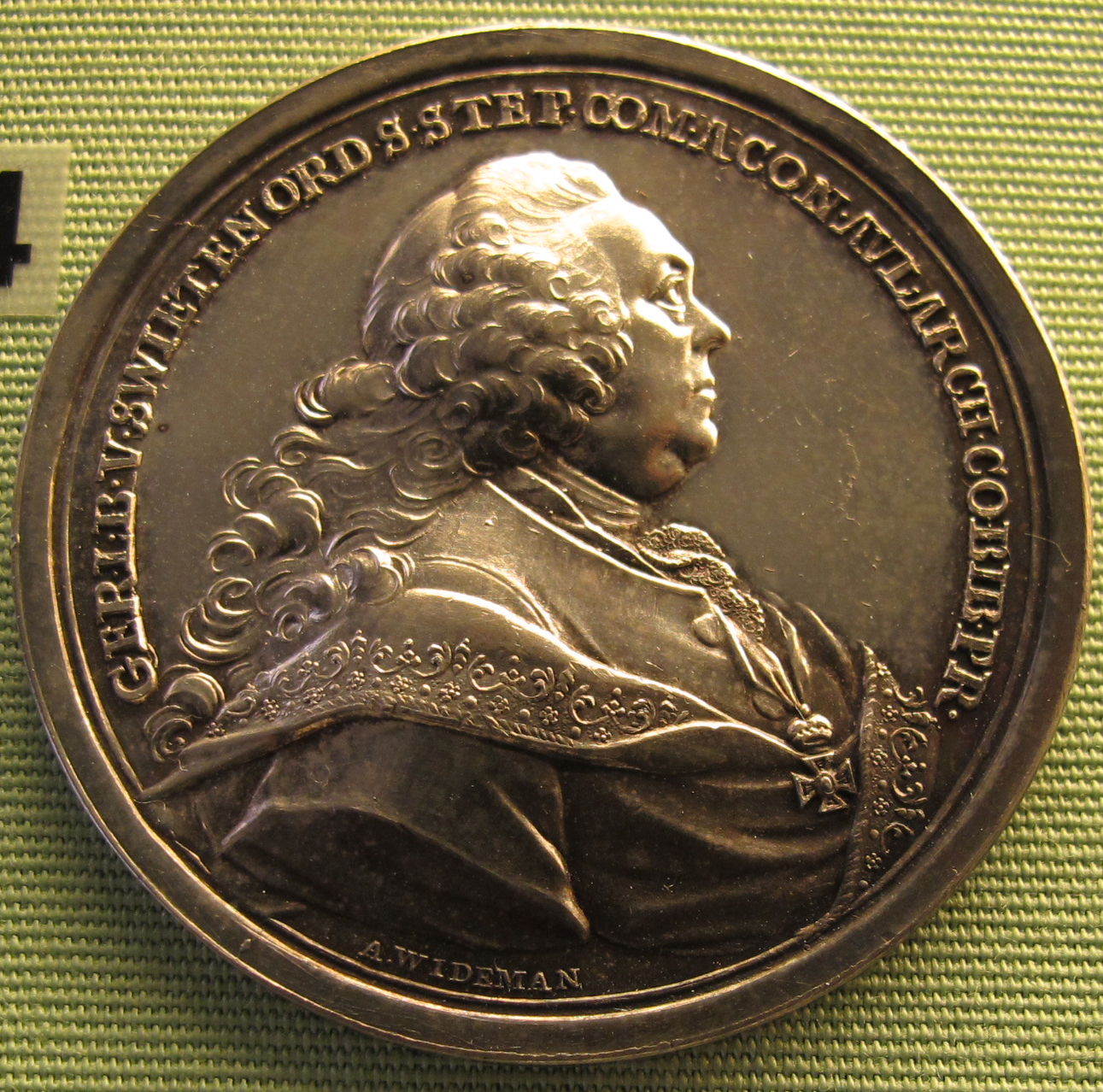
Medaille von 1772

- Medaille von 1772Gerard von Swieten va ser elevat a l'estatus de baró a Àustria el 1753.
- El desembre de 1753, Gerard Freiherr von Swieten es va convertir en membre honorari de l'Acadèmia Imperial de Ciències de Sant Petersburg.[5]
- El 6 de març de 1754 va ser admès a la Leopoldina com a soci (número de matrícula 588) amb el sobrenom de Mitridates.[6]
- Gerard von Swieten era membre de la societat docta d'Olomouc Societas incognitorum.[7]
- Un gènere de la família de la caoba, Swietenia, va rebre el nom de Gerard von Swieten el 1760.
- El 1862, Van-Swieten-Gasse a Viena-Alsergrund (districte 9) va rebre el seu nom. També a Viena, la caserna Van Swieten de l'exèrcit austríac porta el seu nom; acull el centre mèdic militar. Al districte 10, una oficina de la Creu Roja de Viena, l'oficina del districte de Van Swieten a Landgutgasse, porta el seu nom. La Universitat de Medicina de Viena va homenatjar Van Swieten, entre altres coses, amb el nom de la seva sala de ball Van Swieten Saal.

## Obra
- Comentaris als aforismes de Hermann Boerhaave sobre el diagnòstic i el tractament de les malalties, 9 volums; 1743–1775 (Venècia 1745–1764)
- Constitucions epidèmiques, 2 Bände; 1782 herausgegeben
- Epidemieen und Krankengeschichten; 1785
- Vampirisme al Projecte Gutenberg